# Linia kolejowa 152 Štúrovo – Levice
Linia kolejowa nr 152 Štúrovo – Levice – linia kolejowa na Słowacji o długości 52 km, łącząca Levice i Štúrovo. Jest to linia jednotorowa oraz niezelektryfikowana.